# Rezina, Ungheni
Rezina este un sat din componența comunei Mănoilești din raionul Ungheni, Republica Moldova.